# 笠木拓
笠木 拓（かさぎ たく、1987年 - ）は、日本の歌人。

## 経歴
新潟県糸魚川市に生まれ、石川県で育つ。2005年から作歌を始め、翌年京大短歌に入会（2014年まで在籍）。同会では吉岡太朗と同期。2012年、「フェイクファー」50首で第58回角川短歌賞佳作。2013年から2014年まで、山中千瀬とのユニット「金魚ファー」で、ネットワークプリント発行を中心に活動。2018年、「はるかカーテンコールまで」300首で第6回現代短歌社賞次席。
2019年、同人誌「遠泳」創刊に参加。同年、第一歌集「はるかカーテンコールまで」を刊行。2020年、同歌集で第2回高志の国詩歌賞、第46回現代歌人集会賞を受賞。

## 著作
- 『はるかカーテンコールまで』2019年10月1日、港の人、ISBN 978-4-89629-366-1